# Vapore surriscaldato
Nell'ambito della termodinamica, per vapore surriscaldato si intende un vapore portato ad una temperatura superiore alla temperatura di ebollizione (anche detta "temperatura di saturazione", in riferimento alle condizioni di vapore saturo).
Spesso tale terminologia viene riferita al vapore d'acqua surriscaldato, sebbene in generale si possa riferire ai vapori di qualsiasi sostanza chimica come ad esempio un fluido refrigerante.
Al contrario del vapore saturo, nel caso di un vapore surriscaldato, a parità di pressione aumentano la temperatura e l'entalpia (ossia il contenuto termico).

## Applicazioni

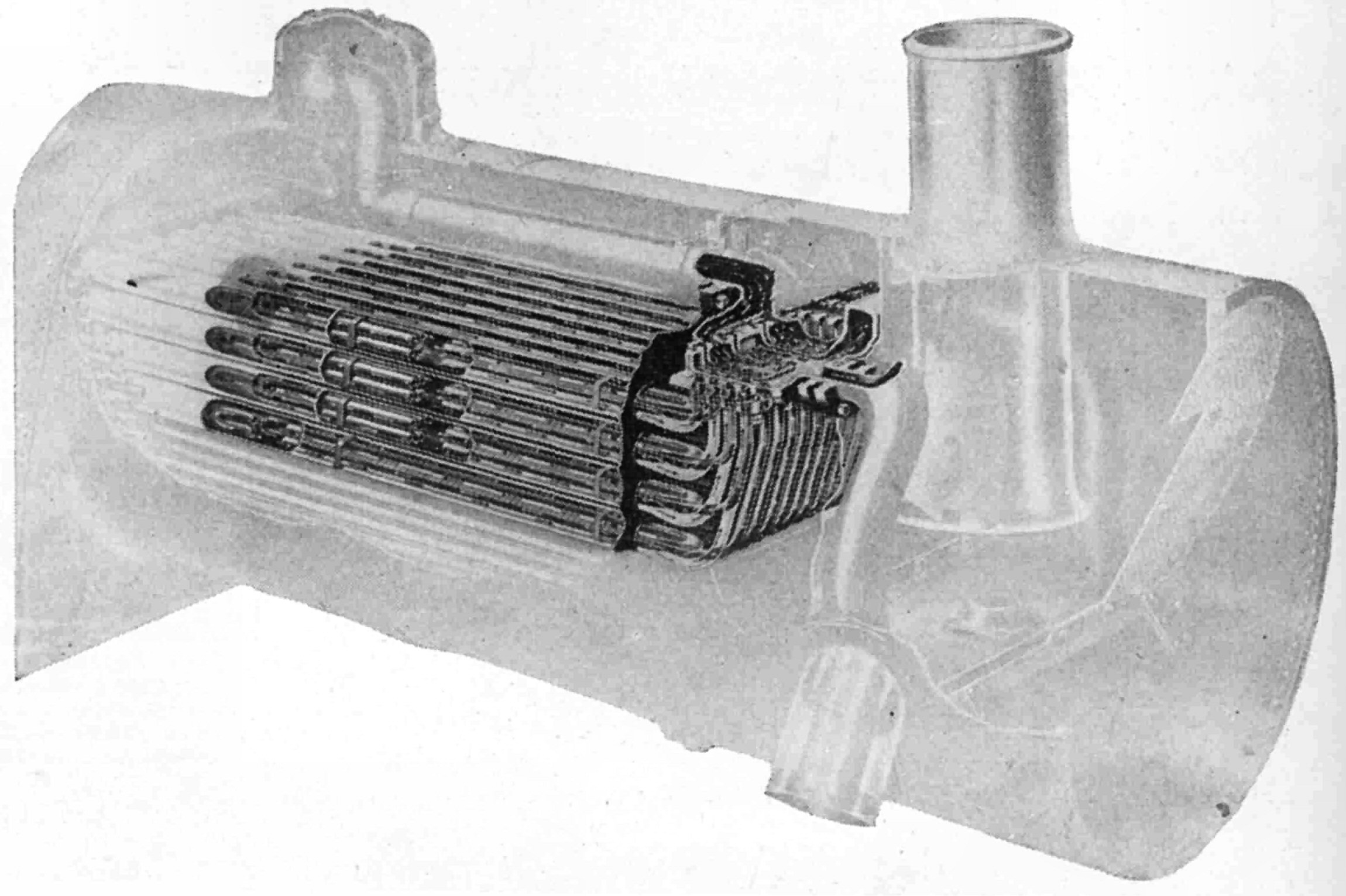
Caldaia per uso ferroviario con surriscaldatore

La condizione di vapore surriscaldato comporta la completa vaporizzazione dell'acqua; per tale motivo il vapore surriscaldato viene utilizzato nei motori a vapore al fine di migliorare il rendimento termodinamico.
Il surriscaldamento si ottiene prelevando in caldaia il vapore saturo e facendogli percorrere il surriscaldatore, un insieme di tubi che vengono investiti direttamente dai gas di combustione. A causa delle elevate temperature che possono essere raggiunte in questi scambiatori e dalla presenza di un flusso di vapore sul lato freddo, che riduce considerevolmente il coefficiente di scambio termico, è comune prassi aggiungere un attemperamento per evitare la formazione di punti caldi nello scambiatore stesso.
Il miglioramento del rendimento che si ottiene è paragonabile a quello dato dalla doppia espansione, almeno sulle locomotive a vapore, ma con una notevole semplificazione della macchina, cosa che lo fece preferire in molte amministrazioni.
Negli impianti di produzione di potenza a vapore questi strumenti consentono una riduzione del titolo di vapore allo scarico della turbina, migliorando le prestazioni fluidodinamiche della stessa, e riducendo gli effetti deleteri legati alla presenza di condensato nel fluido di lavoro della turbina stessa.
Negli impianti di aria condizionata l'espansione del fluido refrigerante allo stato liquido nell'evaporatore, con il conseguente assorbimento del calore fornito dall'ambiente, comporta un certo grado di surriscaldamento del risultante refrigerante in fase di vapore. Un organo pneumo-meccanico denominato valvola di espansione termostatica ha il compito di regolare, tramite un sistema di forze nel quale gioca un ruolo importante la pressione esercitata su un diaframma da una carica termostatica contenuta in un apposito bulbo applicato al tubo di uscita dell'evaporatore, l'afflusso del refrigerante liquido proveniente dal condensatore (accumulandone in un contenitore denominato ricevitore di liquido, posto immediatamente prima della valvola stessa, la parte in eccesso rispetto al fabbisogno reale determinato dal carico termico) in modo da mantenere il più possibile fisso a un determinato valore il surriscaldamento del vapore in uscita, massimizzando il rendimento dell'evaporatore in ogni condizione di carico termico imposto ad esso ed evitando, in presenza di un flusso d'aria sufficiente sulle alette di scambio, sia il congelamento dello stesso, che ne impedirebbe lo scambio termico con l'ambiente, che l'afflusso di refrigerante liquido nel tubo di aspirazione con il conseguente danneggiamento del compressore per compressione di fluido incomprimibile e dilavamento del suo olio lubrificante. La valvola di espansione termostatica rappresenta una soluzione più sofisticata rispetto a quella rappresentata dal tubo capillare, che, a differenza della prima, opera esclusivamente una limitazione costante del flusso (richiedendo dunque l'installazione, immediatamente prima del compressore, di un accumulatore che intercetti e faccia evaporare la fase liquida di un eventuale vapore saturo che, ad esempio a causa di una momentanea diminuzione del carico termico sperimentata dall'evaporatore, non ha acquisito energia sufficiente per trasformarsi in vapore surriscaldato, mancando da parte dell'organo di laminazione un controllo del grado di surriscaldamento).